# 일렉트로 사이언티픽 인더스트리스
일렉트로 사이언티픽 인더스트리스(Electro Scientific Industries, Inc., ESI)는 2021년부터 오리곤주 포틀랜드 대도시 지역, 특히 오리곤주 비버턴 (오리건주)에 본사를 둔 미국의 첨단 기술 회사이다. 그러나 1963년부터 2021년까지 비버튼 북쪽 비법인지구 시더 밀(Cedar Mill) 지역에 본사를 두고 있었다. ESI는 마이크로전자공학 제조업체를 위한 광자 및 레이저 시스템을 개발하고 공급하는 업체이다. 1944년에 설립된 이 회사는 오리건주에서 가장 오래된 하이테크 회사이다. 텍트로닉스, 이후 인텔과 함께 실리콘 포레스트로 알려진 포틀랜드 지역에 수많은 기술 기반 기업을 탄생시켰다. 1983년부터 2019년까지 회사의 주식은 ESIO라는 티커 심볼로 NASDAQ에서 공개적으로 거래되었다.
2018년 10월, 회사를 MKS 인스트루먼츠에 매각하는 계약이 체결되었다고 발표되었다. 이 거래는 2019년 2월 1일에 완료되어 ESI는 MKS의 자회사가 되었다.